# Калемарски восак
Калемарски восак служи за покривање непокривених пресека на подлози и племци по њиховом спајању. Око места спајања влажност ваздуха мора да је висока јер калусне ћелије подлоге и племке, које треба да образују прву фазу споја, имају танке зидове који лако одају воду из ћелије што изазива њено угинуће. Ово објашњава потребу за премазивањем места калемљења воском или његово загртање влажним супстратом. Поред влаге неопходан је и кисеоник због повећаног броја деоба ћелија и раста што је праћено повишеним интензитетом дисања. У неким случајевима, зато, премазивање воском може да изазове смањени прилив кисеоника, па је онда боље не премазивати воском, већ спој засути влажним супстратом. Восак омогућава да место споја буде ван домашаја патогених микроорганизама за које су висока влага и температура, као и незаштићеност ћелија калуса оптимална средина за развој. Премазивање се врши четкицом.
Поред тога служи и за покривање рана насталих орезивањем, пуцањем коре или других механичких оштећења. Код зрелих резница појединих таксона препоручује се премазивање горњег пресека калемарским воском како би се максимално смањили губици воде из резнице.

## Историјат
За спречавање инфекција и покривање места калемљења Римљани су користили смешу коју су правили од глине, креде, мало песка, говеђег стајњака и сламе.
Састав смеше за покривање споја вековима се није мењао. Тако илустрација из 1548. приказује калемљење у процеп код кога је место калемљења увезивано, покривано посебном мешавином глине и балеге или маховином, а затим заштићивано повезом од платна или преплетом од врбовог прућа да би се спречило осипање под утицајем кише и сунца. Понекад је заједно са племком увезиван је дуги прут да птице не би поломиле калем
У Mascall-овом раду из 1572. године приказан је прибор који обухвата 11 елемената: ножева, тестера, маљева који говоре о специјалном, за калемљење намењеном прибору. Истовремено, резултати су често изостајали најчешће због недостатка добрих калемарских воскова.
Током XVII века употребљавају се рафинираније методе калемљења, првенствено окулирање код кога су и подлога и племка готово без откривених пресека, а састав калемарских воскова битно се мења и постаје врло сличан савременим.
Тодоровић крајем XIX века пише о восковима:
За присађивање вијоком потребно је, да се присад чиме премаже те да се тако одстрани утицај ваздуха, и у колико ово испадне бољо за руком, утолико је поузданији и успех од присађивања. 3а овај циљ употребљавала се раније понајвише смеса од смонице или глине с песком и говеђом балегом којој је додавана телећа длака; а данас, може се рећи, да воћарскога воска има од толико руку, колико и воћара, и сваки је од њих добар, aкo површину кojy покрива чува од влаге и суше, акo се на припеци не растапа, aкo се на хладноћи не мрзне или не пуца, и ако је што јевтинији.

Oбичнo се за готовљење воћаpског вocка употребљавају каo главни cастојци: восак, смола, кoлофонија, венецијански (густи) терпентин, шпирит, ланено уље и cвињcка маст, поред другиx (споредних) сacтојака, нпр. пепела, црвене земље (oкepа) итд.

## Особине и врсте калемарског воска
Добар калемарски восак треба да буде мекан и да се лако размазује, да је лепљив, постојан, да се не мења под дејством воде и температуре, да се не топи и не пуца. Ове особине испољавају воскови у чијем саставу је пчелињи восак. За њихову припрему пуно је рецепата насталих из искустава калемара у различитим климатским условима и у зависности од расположивог материјала.

### Хладни восак
Хладни восак се лако размазује и више се употребљава. За припрему овог воска прво се на ватри растопе калофонијум и пчелињи восак. Потом се суд скине са ватре и када се маса прохлади, додају се шпиритус и остали састојци. Ако би се шпиритус додао у врућу масу, она би искипела, а већи део шпиритуса испарио. Такав калемарски восак би био прегуст. 
Тодоровић наводи неколико рецептура, а поред осталог рецептуру немачког помолога-практичара Гошеа (Nicolas Gaucher, 1846-1911) за мркосиви восак: 83% чисте јелове или смрчеве смоле, 1,5% катрана, 3% лoja, 9% етанола (90°) и 3,5% пpocejaног пепела. Хвали и восак воћара „Виноградарско-Воћарске школе у Букову код Неготина г. А. Мајеровића: ½ колофоније и ½ воска и на по се растопи, затим помеша калофонију и восак, налије шпирита и добро умеша.“|}}

### Топли восак
Топли калемарски восак се употребљава само у загрејаном стању. Пре употребе мора да се растопи да би се могао размазивати. Употребљава се код собног калемљења и трајнији од хладног воска, а подесан је и за премазивање већих рана на кори. Топли калемарски восак може се припремити тако што се калафонијум, пчелињи восак и смола растопе на ватри, затим се смеси уз мешање дода терпентин. Сви састојци се узимају у једнаким деловима. Може се додати и прополис. Као природни антибиотик, прополис у калемарском воску штити место споја од продора микроорганизама спора патогених гљива. Сви састојци се ставе у суд који се стави на тиху ватру и маса меша док се не растопи. Затим се смеса скида са ватре и даље меша док се не прохлади. Млака маса сипа се у кутије и чува до употребе. Тодоровић и овде наводи Гошеов мркосиви топли восак: 91,5% чисте јелове или смрчеве смоле, 1,5% катрана, 3% лoјa и 4% просејаног пепела.
За растапање користе се две поcyде једна у другој. Прво се у унутрашњу посуду стави потребна колочина воска, а у спољну посуду, сипа вода; испод овога суда је шпиритусна лампа. Восак треба да се растопи непосредно нa пламену лампе, без суда са водом, а онда се загрева суд са водом, да би се суд са воском ставио у њега када се вода загреје. Због загрејане воде восак остаје дуже течан, па је тако лако њиме радити. Кад се подеси температура воска, лампа се гаси; пaли се кад восак постане неподесан за рад. Cyвишe топлим воском може да се оштети кора и спољашњи слој дрвета, па калемљење може да не успе.

### Комерцијални производи
У новије време користе се комерцијализоване, већ готове заптивне смеше сличне масној боји које су лакше за употребу јер се не загревају, а као и класичне боје не оштећују биљно ткиво. Захваљујући регулираном вискозитету употреба је лака и практична; наноси се на спој обичном четком или прстом у танком хомогеном слоју без ризика од термичког оштећења биљке. Минимално време за сушење заптивне смеше и стварања заштитног слоја је 1 сат. Неки препарати садрже 0,5% бакра, да се спречи продор патогена, услед његовог фунгицидног дејства.
Око места калемљења ствара се пластични филм који је еластичан и када се осуши па се лако прилагођава развоју и расту биљке, не пуца и задржава своје карактеристике непромењене током времена.
Комерцијалне препарате не треба примењивати при кишном времену. Уколико дође до испирања нанетог средства, поступак треба поновити. Препарати се чувају на температурама вишим од +5°C. Ако се после дужег стајања створи танак слој воде или се образује покорица на површини, треба добро промућкати или промешати пре употребе да средство поново постане хомогено.

## Када се (не)користи восак?
Премазивање воском у великој мери зависи од даље неге калемљених биљака. Код подлога са голим кореном, премазивање није потребно ако се спој прекрива супстратом. Ако се биљке после калемљења држе у стакленику на високој температури и влази восак такође није потребан. Поједини произвођачи специјализовани за клеке и пачемпресе три недеље по калемљењу биљке држе у пластичниом тунелу да би створили топло и влажно окружење.
Код копулирања на подлоге са голим кореном за срастање на хладном могу се користити полиетиленске траке широке 13 mm, а спој се не мора премазивати воском. Премазивање воском препоручује се када су температура и влажност ваздуха ниски, а струјање ваздуха појачано.
За заштиту калема од исушивања не треба користити битуменске емулзије, већ само комерцијалне смеше, хладне или топле воскове, јер растопљена емулзија може да продре између површина резова иако споља изгледа очврсла. Ако су пупољци племке потпуно дормантни и заштићени љуспама у течни топли восак могу се урањати цела племка и мали део подлоге испод споја. Ако нису, премазује се само спој и врх племке. Калемљене биљке после премазивања воском пакују се у кутије испуњене тресетом и одлажу на место заштићено од мраза. Треба водити рачуна да спој обавезно буде покривен везивом(посебно ако се не користи восак).